# Klosterkirche Münsterappel
Die Klosterkirche Münsterappel in Münsterappel, Rheinland-Pfalz, war Teil des ehemaligen Kloster Münsterappel und ist heute Pfarrkirche der evangelischen Kirchengemeinde Münsterappel (Evangelische Kirche der Pfalz). 1492 als spätgotische Kirche errichtet, wurde um 1730 das Langhaus teilweise abgerissen und im Stil des Spätbarock neu errichtet. Die am Appelbach gelegene Kirche ist umgeben von der ursprünglichen Kirchhofmauer, dem Pfarrhaus und dem Kirchhof. Von 1996 bis 2007 fanden umfassende Renovierungsarbeiten statt. Sie wird heute auch für Versammlungen und kulturelle Veranstaltungen genutzt.

## Geschichte
Als Propstei war das Benediktiner-Kloster Münsterappel kirchliches Mittelzentrum auch für das Alsenztal. 1401 unterstanden dem Kloster als Landkapitel des Erzbistums Mainz 31 Pfarreien. Im Jahr 1492, zur Zeit der Herrschaft von Johann VI. von Salm (1470–1499) und zeitgleich mit der Meisenheimer Schlosskirche, wurde eine spätgotische Kirche mit Langhaus und Chor errichtet.
1555, circa 16 Jahre nach der Hochzeit mit seiner aus dem schon 1522 zum Protestantismus übergetretenen Haus Oettingen-Oettingen stammenden Gemahlin Maria Aegyptiaca, führte Philipp Franz von Salm-Dhaun-Neufville (1518–1561) die Reformation ein. Das Kloster wurde aufgelöst und die Kirche (bis 1697) als Simultaneum für Lutheraner und Katholiken eingerichtet, während sich die Landesherren in der Folge die Liegenschaften des Klosters aneigneten.
Nach dem Dreißigjährigen Krieg und der Pfalzverwüstung 1689 durch die Truppen von Ludwig XIV. war das gotische Langhaus einsturzgefährdet und wurde in den Jahren von 1725 bis 1733 teilweise abgerissen und ein Neubau in Stil des Spätbarock durch den Wild- und Rheingrafen Johann Karl Ludwig von Salm-Stein-Gaugrehweiler veranlasst. Die Kirch- bzw. Friedhofsmauer von 1733 umgibt die Kirche bis heute. Das zugehörige zweigeschossige Pfarrhaus wurde 1744 errichtet. Aus der folgenden Zeit liegen nur lückenhafte Angaben zur Baugeschichte vor. 1843 wurde der Friedhof geschlossen.
1996 wurde das Dach des Langhauses neu eingedeckt. Im Zuge der Außenrenovierungen in den Jahren 2000 und 2001 wurden der Außenputz, die Sandsteinarbeiten und der Fassadenanstrich erneuert. Auch der marode Dachstuhl über dem Chor wurde instand gesetzt. 2004 bis 2007 fand die Innenrenovierung statt.
Neben dem Gottesdienst und liturgischen Handlungen dient die Kirche heute auch als Raum für Versammlungen und kulturelle Veranstaltungen.

## Architektur und Ausstattung

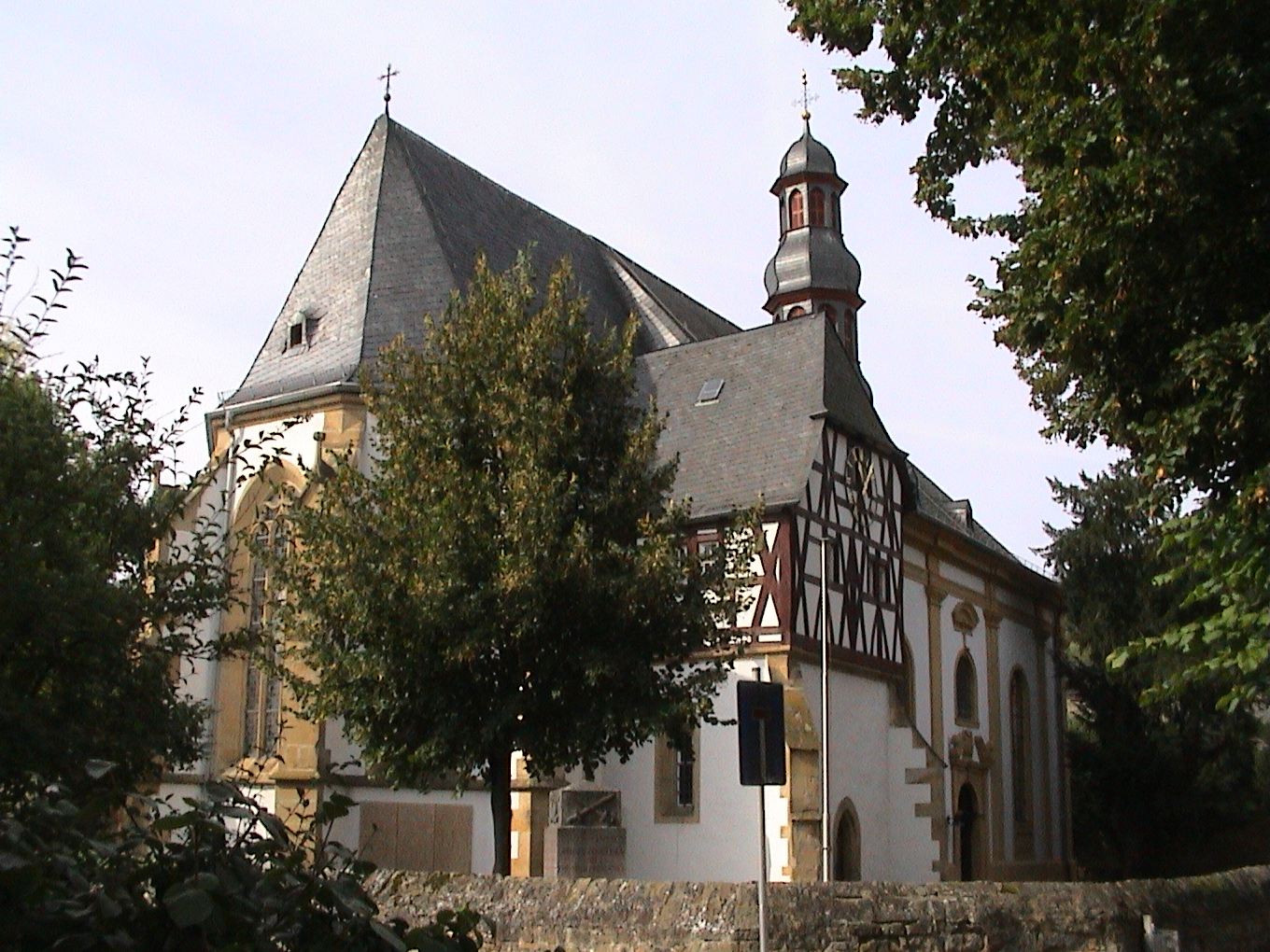
Außenansicht der Kirche

Das Kirchengebäude ist eine Saalkirche mit einem spätgotischen Chor und einem Langhaus aus dem 18. Jahrhundert. An der Nordseite des Chors ist ein fast quadratischer Sakristeianbau angefügt. Mit einer Länge von 30 Metern und einer Breite von 13 Metern folgt es einer exakten Ost-West-Ausrichtung. Das steile Chordach schließt mit seiner Firstlinie an das breite, im Westen abgewalmte Satteldach an. Auf der Dachfläche sind kleine Dachgauben in zwei horizontal übereinander liegenden Reihen angeordnet. Ein zweigeschossiger Dachreiter mit doppelter Zwiebelhaube und dem Turmhahn mit Kreuz krönen das schiefergedeckte Dach der Kirche im Westen.

### Der Chor

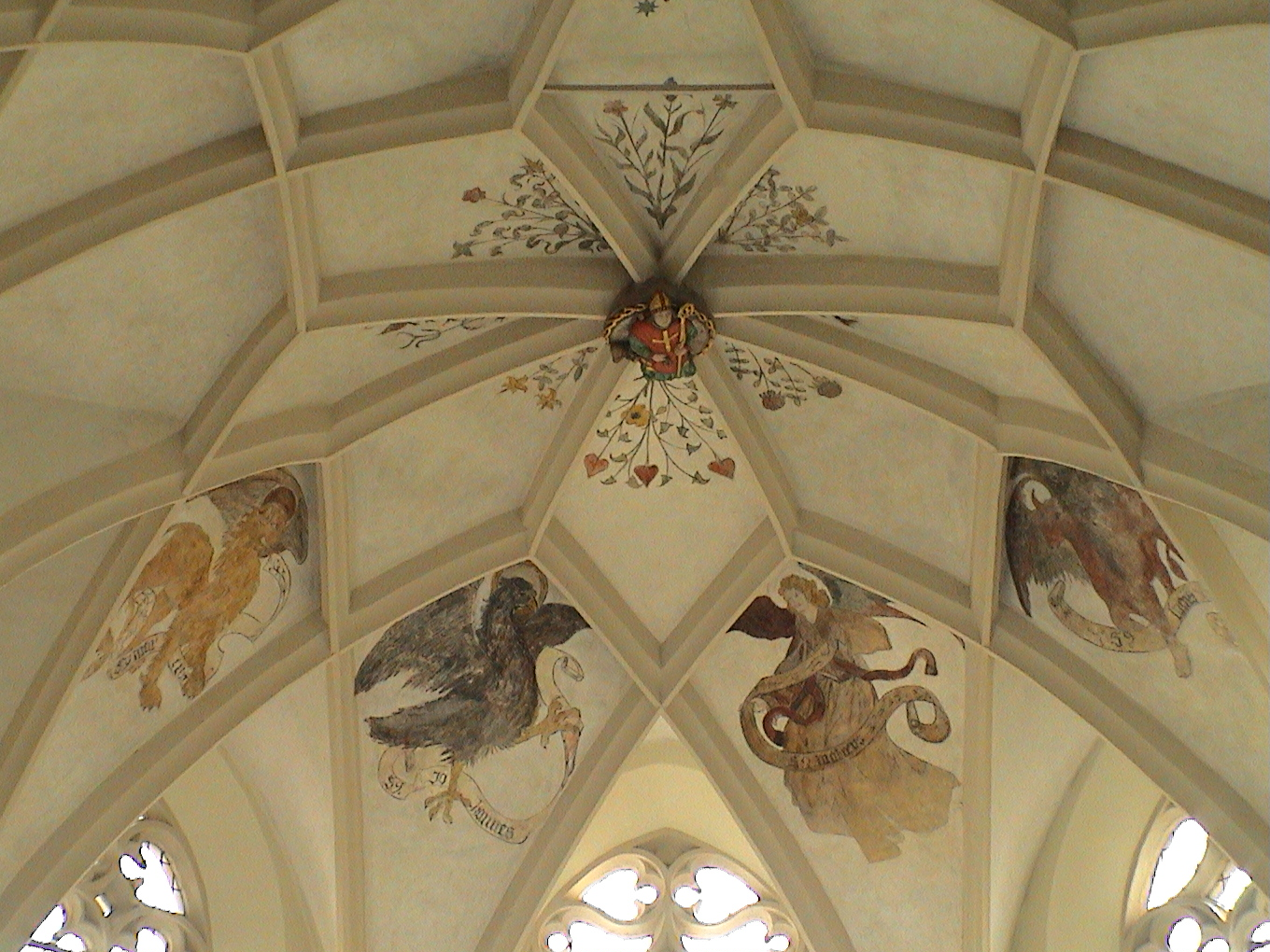
Gewölbedecke über dem Chor (2007)

Der Chorraum mit 5/8-Schluss und Maßwerkfenstern ist überspannt mit einem Gewölbe mit Rippenkompositionen in Sternform. Die Gewölbekappen sind figürlich ausgemalt. Das Chordach mit spätgotischem Gebälk wurde als stehender Dachstuhl errichtet. Fast original erhalten ist die mächtige Dachkonstruktion mit 2-fach liegendem Stuhl und Hängewerk über dem Langhaus. Das spätgotische Chorgewölbe zeigt Rippenkompositionen in Sternform und aufwändig ausgearbeiteten figürlichen Konsolen im Chorschluss. Die Chordecke ist gestaltet mit Fresken in ihrer ursprünglichen Ausmalung mit Darstellungen der Evangelistensymbole und botanisch bestimmbaren floralen Mustern. Aufgrund seiner stilistischen Merkmale kann der Chor von Münsterappel in den engen Kreis der Meisenheimer Schule (1475–1525) eingeordnet werden, als deren Leiter ab 1482 Philipp von Gmünd nachweisbar ist.
Der Chor wird architektonisch gegliedert durch die massiven Strebepfeiler und die hohen Lanzettfenster. Die Strebepfeiler sind in drei Abschnitte geteilt; ein schräges Gesims über dem hohen Sockel leitet in die Außenbänke der Fenster über. Die Streben enden in einem Giebelaufsatz mit Knauf als Bekrönung. Mit einer geschwungenen Mauerabdeckung führen die Strebepfeiler unterhalb des profilierten Dachgesims in die Außenwandecken des Chores. Die spätgotischen Maßwerkfenster in den Seitenwänden sind zweibahnig, das mittlere Fenster zeigt exakt nach Osten und ist dreibahnig. Die fünf Chorfenster zeigen vielgestaltete Maßwerkkonfigurationen mit unterschiedlichen Fischblasenkompositionen.

### Das Langhaus

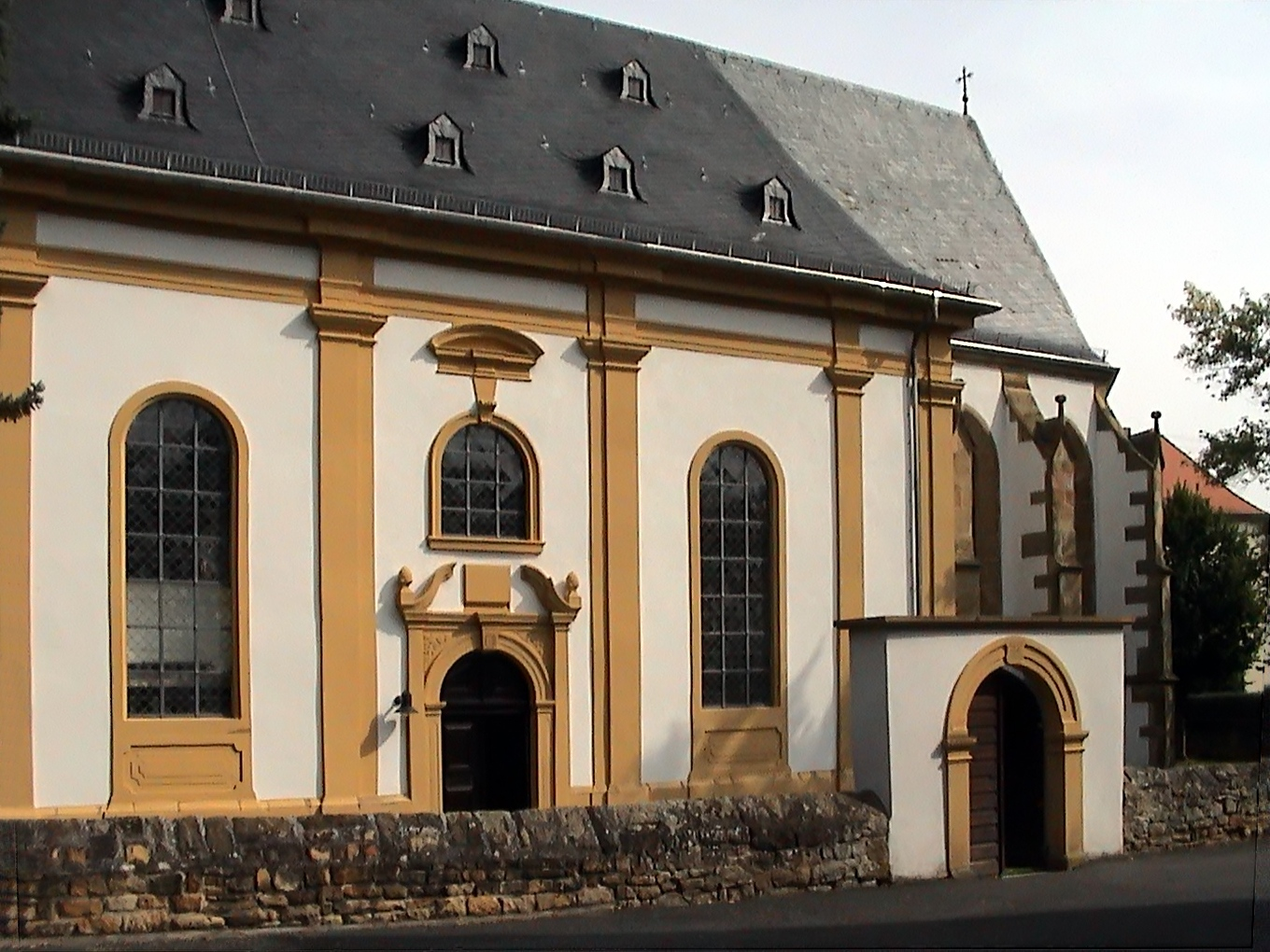
Langhaus im spätbarocken Stil, Kirchmauer

Das rechteckige Langhaus hat die Maße innen: Langhaus 17,53 × 11,75 m, Höhe bis Unterkante der teilgewölbten Holzdecke 9,60 m; Chorraum mit den Achsmaßen 10,63 und 7,00 m, Höhe im Scheitel etwa 9,05 m. Es zeigt außen eine klare symmetrische Architekturgliederung. Kräftige Pilaster bilden die Gebäudeecken und die Wandflächen sind gegliedert durch vier Wandpfeiler. Die Eingangsportale befinden sich in der Mitte der Längswände. Sie sind als Rundbogenportal mit gesprengtem Giebel und darüberliegenden Rundbogenfenster gestaltet. Das Allianzwappen der Erbauerehepaares Johann Karl Ludwig, Wild- & Rheingraf in Gaugrehweiler (1686–1740) und Sophie Magdalena von Leiningen-Dagsburg-Heidesheim (1691–1727) hat sich dort erhalten. In der einfach gestalteten Westfassade sitzen zwei Querovalfenster; die Öffnung des dritten Fensters, mittig im oberen Wandbereich wurde zugemauert. Die hohen Rundbogenfenster des Kirchenschiffs bilden eine harmonische Überleitung zu den hohen spätgotischen Maßwerkfenstern des Chors. Der Innenraum ist mit säulengestützten Emporen an der West- und an der Nordseite ausgestattet.

### Die Sakristei
Der Sakristeianbau ist an der Nordseite des Chores angefügt. Auch hier erfolgt die Ableitung des Mauerwerkschubs über die Strebepfeiler der äußeren Ecken. Die Pfeiler sind niedriger und in zwei Abschnitte geteilt; der obere Abschluss zeigt die gleiche geschwungene Form der Mauerabdeckung, jedoch ohne Bekrönung und leitet über zum Fachwerkobergeschoss der Sakristei.

### Malereien und Innenausstattung

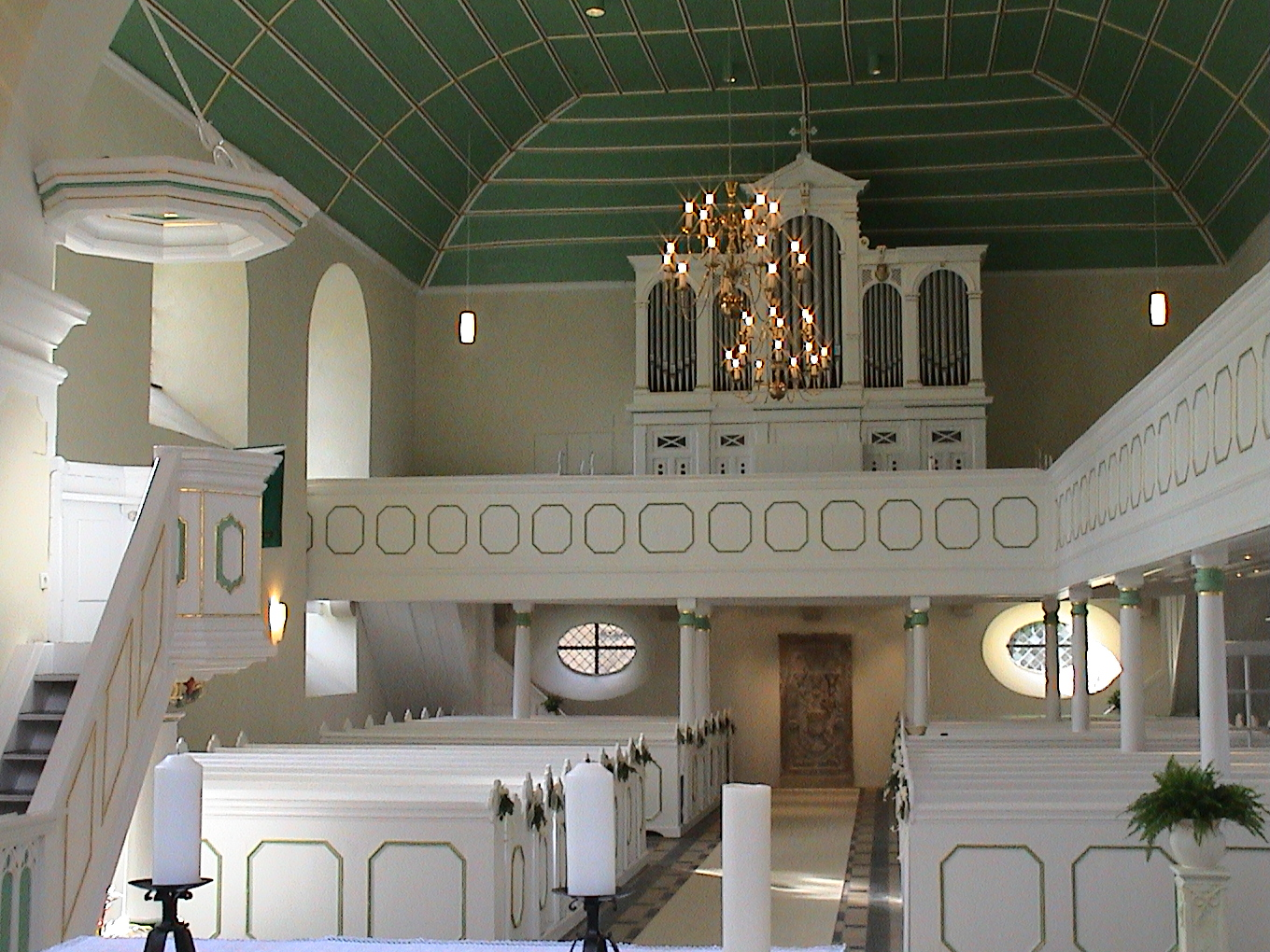
Langhaus mit Kanzel, Empore u. Orgel

Den oberen Abschluss der Gewölbedecke über dem Chorraum zieren mittelalterliche Malereien mit Darstellungen der Evangelistensymbole und Rankenmalereien und mit botanisch bestimmbaren Pflanzen wie Distel, Klee, Kornblume, Lilie, Mohn, Nelke und Rose. In den äußeren Gewölbezwickeln stehen von Norden nach Süden die Darstellungen der Evangelisten Markus, Johannes, Matthäus und Lukas. Im Zentrum des Chorraums steht der Blockaltar aus Naturstein. Die Kanten der Altarplatte sind mit einem ornamentalen Zierfries profiliert. Den Übergang zum Langhaus bildet die ursprünglich mit gotischem Spitzbogen konstruierte und in der barocken Bauphase umgebaute Chorwand mit Rundbogen.
Erhalten ist das barocke Gestühl im Langhaus mit Schamtürchen (auch Logentürchen genannt) zu den Sitzbänken. Über einer Sandsteinsäule, verziert mit Volutenkapitell und Girlanden, erhebt sich der Kanzelkorb mit Aufgang und Schalldeckel in Holz. Das angrenzende Chorgestühl zieht sich entlang der Außenwände des Chorraums. Der ursprüngliche Pfarrstuhl mit holzvergitterten Wänden ist nicht mehr erhalten.

### Grabplatten und Epitaphe

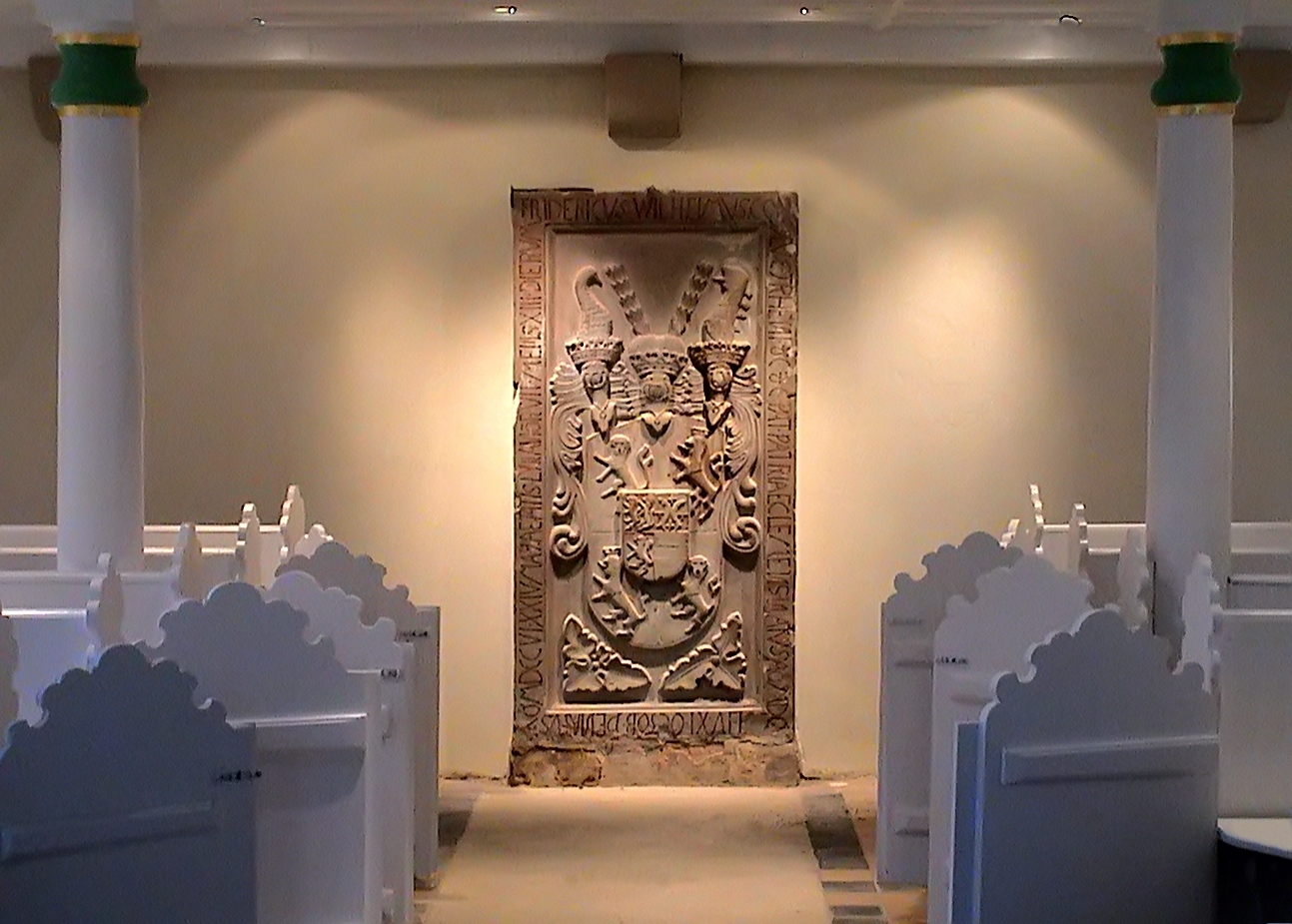
Grabplatte des Friedrich Wilhelm Wild- und Rheingraf in Gaugrehweiler, Wildenburg und Rheingrafenstein (1644–1706)

An der Westwand steht, obwohl bisher keine Gruft entdeckt werden konnte, die Grabplatte des Wild- und Rheingrafen Friedrich Wilhelm  mit Wappenschild und aufwendiger Helmzier. Eventuell erfolgte die eigentliche Bestattung im 38 km entfernten Herren-Sulzbach. Die Gruftkapelle der dortige Kirche war von 1606 bis 1794 die Grablege der Rheingrafen. Der Inschrift zufolge wurde dieser Rheingraf am 11. Oktober 1644 geboren und starb am 24. Mai 1706 im Alter von 62 Jahren. Er wurde 1688 durch die Zerstörung der Burg Rheingrafenstein durch General Mélac residenzlos und machte Gaugrehweiler zu seiner neuen Residenz. Sein Sohn Wild- und Rheingraf Johann Karl Ludwig von Gaugrehweiler (1686–1740) veranlasste den barocken Neubau dieser Kirche. Zwei weitere Grabplatten wurden vor der vollständigen Verwitterung gerettet, indem sie vom Kirchhof in den Kirchenraum verbracht wurden (die Lage der Gräber ist nicht bekannt) und stehen im Langhaus in den Seitengängen. Es handelt sich um den Grabstein des Gerichtsschöffen Nikolaus Rudolph Weiland (1672–1731) mit aufwendigen Schweifgiebel und seitlichen Volutenbändern. Pilaster, die einen Segmentgiebel tragen, zieren die Grabplatte der Pfarrer- und Lehrerfamilie Fabel: Leopold Georg Christian Fabel (1689), Johann Nikolaus (1663–1712) und dessen Ehefrau Veronica Margareta (1670–1726).

### Die Orgel
Die Orgel von 1897/98 ist ein Instrument der Firma H. Voit & Söhne, Durlach.
Die Orgel zeigt sich in einem streng symmetrischen Gehäuse mit Ober- und Unterteil. Der Orgelprospekt wird durch fünf Pfeifenfelder gegliedert. Die einzelnen Felder sind durch Säulen, pilasterähnlich, begrenzt und gehen in einen Rundbogen über. Das mittlere, überhöhte Pfeifenfeld trägt einen Dreiecksgiebel mit hölzernem Kreuz. Einfache Profilierungen von Basis, Kapitell und umlaufende, verkröpfte Simse mit sparsamen Farb- und Goldstrichen gestalten den Prospekt. Schmückendes Motiv sind zwei aufwendig gearbeitete Engelsköpfe. 1971 wurde die Orgel durch einen Neubau mit Übernahme des Gehäuses und eines Teils des Pfeifenmaterials von Paul Zimnol aus Kaiserslautern ersetzt.

## Innenrestaurierungen ab 2004

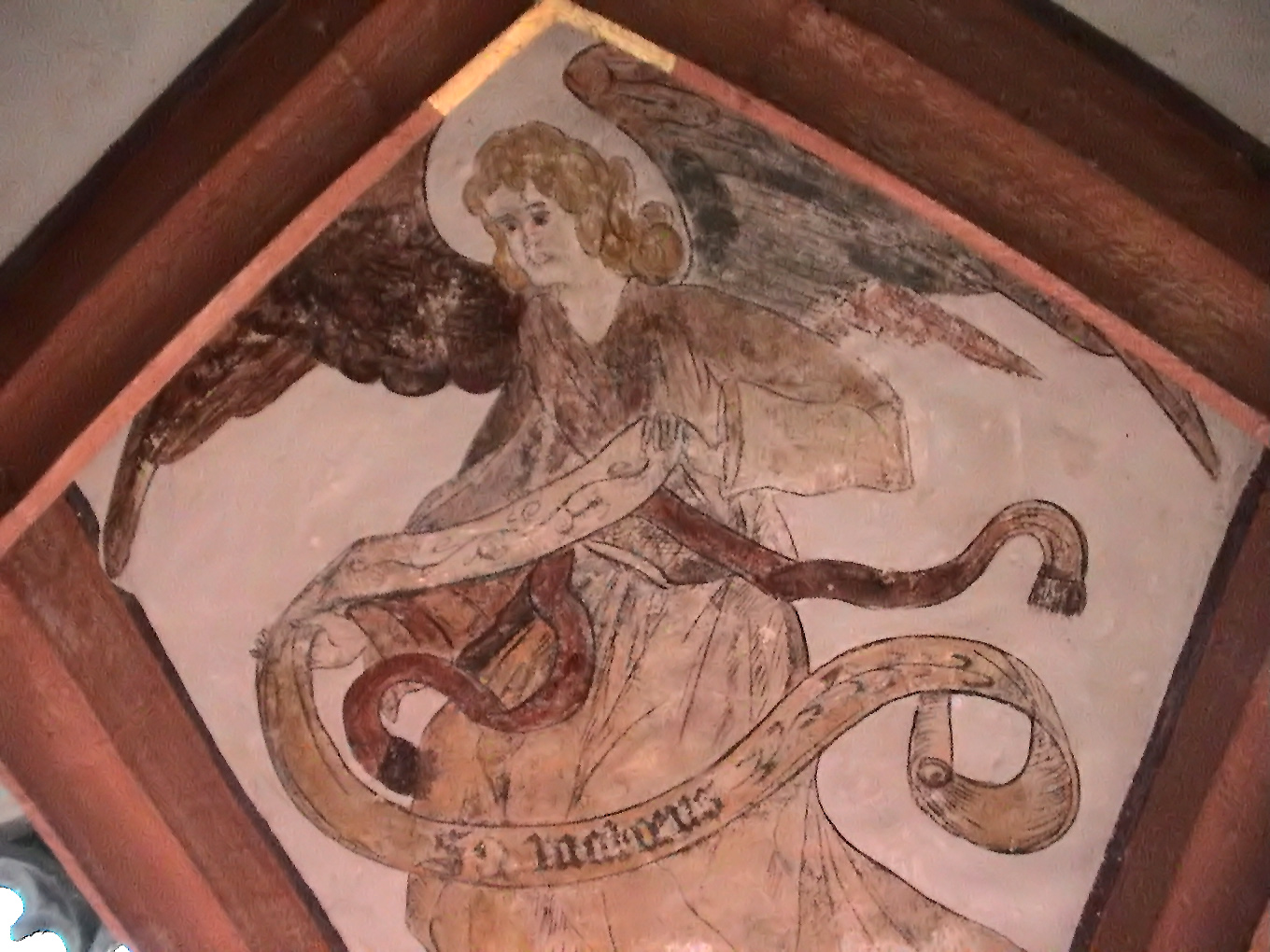
Deckengemälde, fehlerhafte Ergänzung der linken Flügelschwinge (vor Restauration) 2007

Im Rahmen einer restauratorischen Befunduntersuchung 2005 und auf der Grundlage eines Restaurierungskonzepts von 2006/2007 und dem Anlegen eines Probefelds wurden an der Chordecke eine Gewölbekappe mit der Darstellung des Matthäus und ein angrenzendes florales Muster konsolidiert, gereinigt, die Maloberfläche gesichert und mit Tempera-Farbe retuschiert. Fehler beim Übermalen der Fresken im Jahre 1962 wurden zurückgenommen. Als Minimalmaßnahme wurden die verbleibenden Malereien und Flächen des Sterngewölbes vorsichtig gereinigt. Eine vollflächige restauratorische Überarbeitung des nur fragmentarisch erhaltenen, jedoch qualitätvollen Bestandes der mittelalterlichen Kalkmalereien konnte aus Kostengründen nicht ausgeführt werden.
Neben den bautechnisch notwendigen Arbeiten wurden unter anderem der gemauerte Chorbogen, der einen klaffenden Riss im Scheitel hatte, saniert. Die Ursache für dieses Schadensbild ist im engen Zusammenhang mit dem Langhausneubau und dem Umbau des ursprünglichen Spitzbogens zu einem Rundbogen zu sehen, ein klassischer Kopfstein fehlt. Zudem führte eingetragene Feuchtigkeit über fehlerhafte Dachanschlüsse über Jahrzehnte zu Materialabgang im Dachtragwerk, Mauerwerk und Putz. Zahlreiche Architekturelemente in Naturstein und zum Teil in beachtlicher bildhauerischer Qualität wurden vom Steinmetz überarbeitet oder restauriert. Erforderlich wurden auch umfassende Schreinerarbeiten an den Holzfüllungen der teilgewölbten Decke über dem Langhaus und an dem gesamten Holzwerk von Gestühl, Empore und Treppen. Großflächige Putzschäden und die Elektroinstallation wurden im Rahmen der Instandsetzung erneuert. Ein neues Farb- und Lichtkonzept zur Gestaltung des Kircheninnenraums schlossen die Instandsetzungsmaßnahme ab.